# Kinderklinik an der Lachnerstraße

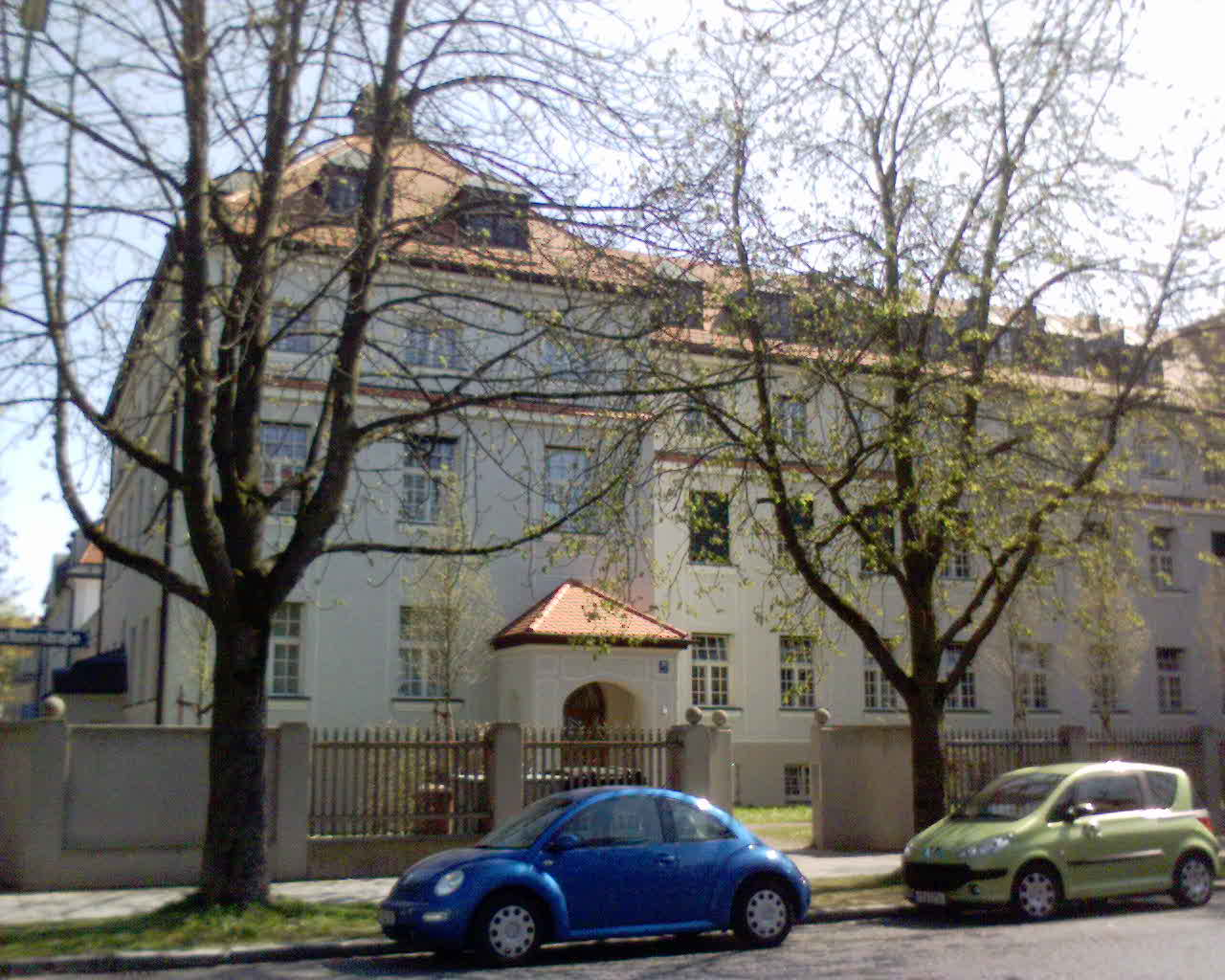
Die ehemalige Kinderklinik an der Lachnerstraße

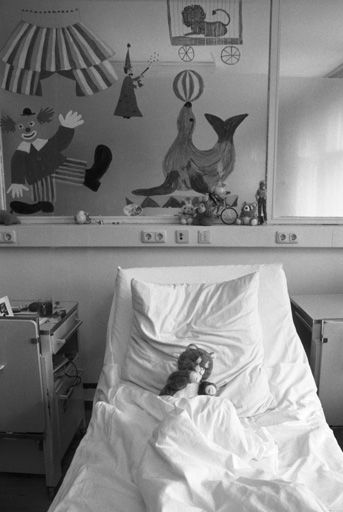
Krankenbett in der Kinderklinik, 1995

Die Kinderklinik an der Lachnerstraße in München war ein Säuglingsheim und eine angesehene Kinderklinik. Sie ist mittlerweile an einem neuen Standort als Kinderklinik Dritter Orden in das Klinikum des Krankenhaus Dritter Orden integriert.

## Geschichte
Am 8. Mai 1909 wurde aus Spendenmitteln des Münchner „Vereins Kinderschutz“ das Säuglingsheim an der Lachnerstraße als Neubau des bereits sei 1903 bestehenden Säuglingsheim in der Metzstraße eröffnet. In diesem Heim standen 75 Betten für Säuglinge und Kleinkinder, 12 Betten für Mütter und ein Tagesraum für Kleinkinder zur Verfügung. Das nach damaligem Stand moderne und großzügige Krankenhaus zog bald internationales Interesse als Modellkrankenhaus auf sich und war richtungsweisend für viele neue Kinderkliniken. Auch aufgrund der modernen Ausstattung überstieg die Nachfrage stets das Angebot an Plätzen.
Ab 1925 wurden auf dem Chrysanthemenball, das heute älteste Wohltätigkeitsfest Münchens, Spenden für das Säuglingsheim an der Lachnerstraße gesammelt. Den Anstoß für den Wohltätigkeitsball gab Paula Zell, nachdem sie 1924 durch eine Krankenschwester erfahren hatte, dass es im Säuglingsheims weder Heizung noch ausreichend medizinische Gerätschaften gab.
1939 wurde das Säuglingsheim zum Säuglingskrankenhaus ernannt, und 1943 nach einem schweren Luftangriff evakuiert und vorübergehend als provisorische Unterkunft für Verwundete und Flüchtlinge genutzt. Ab 1946 erfolgte die teilweise Wiederaufnahme des Betriebes. 1962 wurde ein Anbau für 90 weitere Betten eröffnet und das Krankenhaus in Abteilungen für Kinderchirurgie und Pädiatrie aufgeteilt.
Die Klinik entwickelte sich mit der Zeit zu einem Behandlungszentrum für Kinder aller Altersstufen mit 130 Betten. Einzig das Gebäude war ungeachtet wiederholter Renovierungen für einen nach aktuellen Maßstäben effizienten und modernen Klinikbetrieb nur noch bedingt geeignet.
Nachdem die Schwesternschaft der Krankenfürsorge des Dritten Ordens im Januar 1995 die Trägerschaft für die Kinderklinik an der Lachnerstraße übernommen hatte, wurde eine Sanierung des Gebäudes als unwirtschaftlich angesehen und stattdessen ab 1998 ein Neubau auf dem Gelände des Krankenhaus Dritter Orden unternommen, der seit 2002 in Betrieb ist.
Auf dem Gelände der Lachnerklinik sollte ursprünglich ein Kinderhaus für pflegebedürftige Kinder mit chronischen Atemwegserkrankungen neu errichtet werden, um die Tradition des Kinderkrankenhauses weiterzuführen. Das Haus Atemreich wurde aber schlussendlich doch neben der neuen Kinderklinik des 3. Orden an der Franz-Schrank-Straße errichtet. Die Gebäude der ehemaligen Kinderklinik an der Lachnerstraße wurden in Wohnungen umgenutzt.